# Rockaway
Rockaway és una població dels Estats Units a l'estat de Nova Jersey. Segons el cens del 2007 tenia 6.313 habitants.

## Demografia
Segons el cens del 2000, Rockaway tenia 6.473 habitants, 2.445 habitatges, i 1.709 famílies. La densitat de població era de 1.195,8 habitants/km².
Dels 2.445 habitatges en un 33,4% hi vivien nens de menys de 18 anys, en un 56,3% hi vivien parelles casades, en un 10,4% dones solteres, i en un 30,1% no eren unitats familiars. En el 23,8% dels habitatges hi vivien persones soles el 8,1% de les quals corresponia a persones de 65 anys o més que vivien soles. El nombre mitjà de persones vivint en cada habitatge era de 2,64 i el nombre mitjà de persones que vivien en cada família era de 3,16.
Per edats la població es repartia de la següent manera: un 23,3% tenia menys de 18 anys, un 6,6% entre 18 i 24, un 33,6% entre 25 i 44, un 24,7% de 45 a 60 i un 11,9% 65 anys o més.
L'edat mediana era de 38 anys. Per cada 100 dones de 18 o més anys hi havia 91,4 homes.
La renda mediana per habitatge era de 61.002 $ i la renda mediana per família de 66.997 $. Els homes tenien una renda mediana de 44.673 $ mentre que les dones 35.956 $. La renda per capita de la població era de 26.500 $. Aproximadament el 3% de les famílies i el 5% de la població estaven per davall del llindar de pobresa.

## Poblacions més properes
El següent diagrama mostra les poblacions més properes.